# Katharina Henot

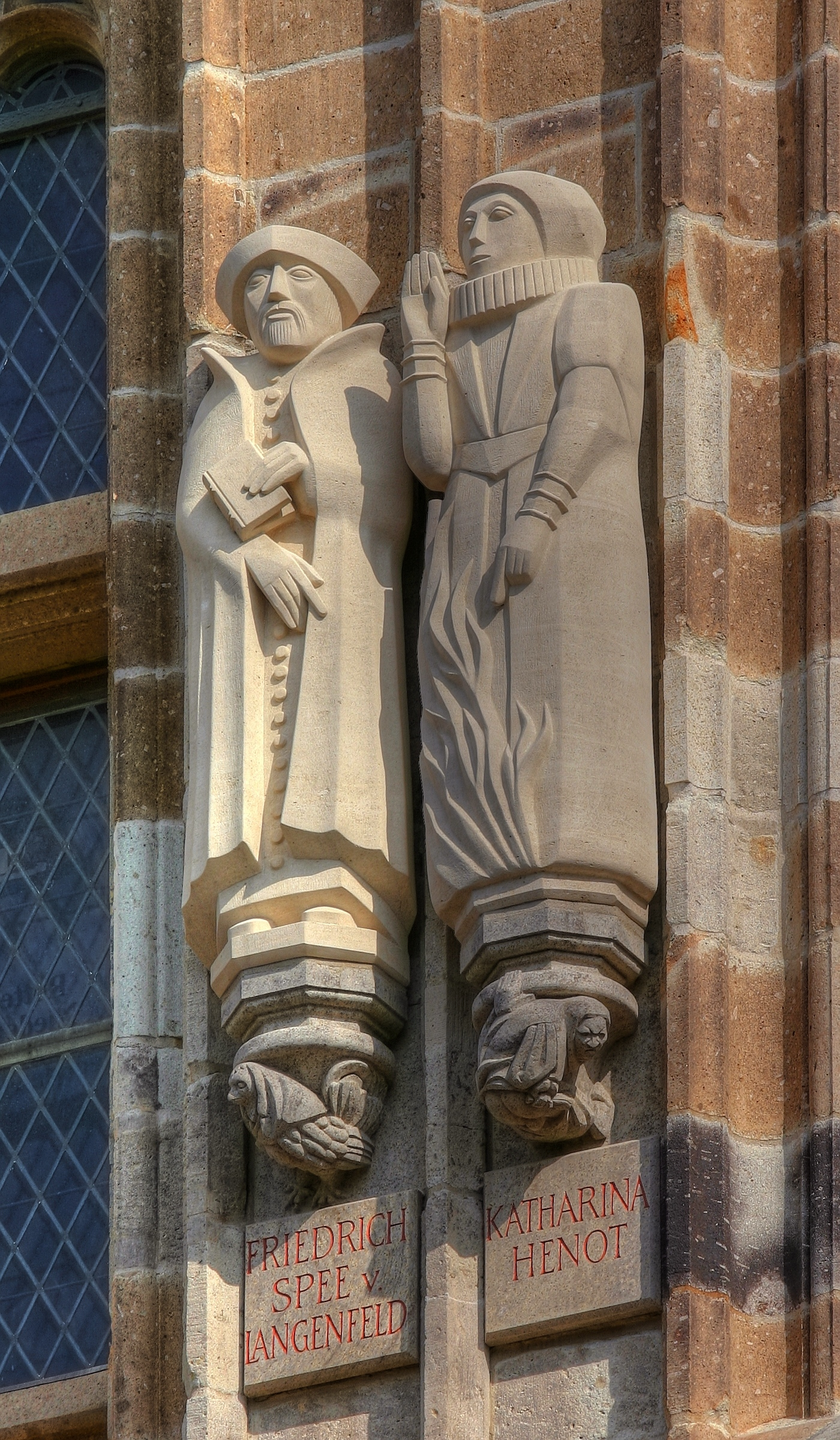
Statuen des Friedrich Spee und der Katharina Henot am Turm des Kölner Rathauses

Katharina Henot (auch Henoth; * vermutlich zwischen 1570 und 1580; † 19. Mai 1627 in Köln-Melaten) war eine Kölner Patrizierin, Postmeisterin und das bekannteste Opfer der Kölner Hexenverfolgungen. Sie wurde als angebliche Hexe zunächst erdrosselt und dann verbrannt.

## Der Fall Henot

### Familie
Katharina Henot war eine Tochter des Postmeisters Jacob Henot und dessen Ehefrau Adelheid de Haen († 1617). Ihre Eltern waren um 1570 aus den Niederlanden eingewanderte Calvinisten und hatten nach der Konversion zum Katholizismus 1576 das Bürgerrecht erlangt. Von ihren angeblich mehr als zwanzig Geschwistern verstarben wohl die meisten jung. Mehrere Geschwister schlugen eine geistliche Laufbahn ein wie der Kölner Domherr Hartger Henot und die Klarissin Margarethe (Ordensname Franziska) im Klarissenkloster Sankt Clara. Seraphin Henot stand wie sein Bruder Hartger bereits Anfang des 17. Jahrhunderts im Dienste des Straßburger Bischofs Leopold. Als dessen Obervogt in der Fürstabtei Murbach und Hexenkommissar nahm er auch als Richter an etlichen Hexenprozessen teil. Nach der Abdankung des Bischofs 1625 blieb er nicht mehr lange in seinem Amt und wurde im Zuge langwieriger gerichtlicher Untersuchungen längere Zeit inhaftiert. Er starb 1634.

### Ehen und Charakter
Katharina war zweimal verheiratet. Ihr erster Ehemann Heinrich Neuden war zunächst Postverwalter und Stellvertreter ihres Vaters gewesen, bevor er Anfang 1604 Zöllner und Kellner des Domkapitels in der Zollfeste Zons wurde. Er starb im Oktober 1605. Bemühungen Katharina und Hartger Henots, den Bruder Seraphin zum Nachfolger zu machen, scheiterten. Katharina heiratete nach Neudens Tod Johann Albert Maints, ebenfalls Zöllner und Kellner in Zons, der Mitte 1614 starb. Die Tochter aus letzterer Ehe, Anna Maria Maints, wurde 1622 wie Katharinas Schwester Margarethe Klarissin im Kölner Klarenkloster.
Katharina Henot wurde aufgrund ihres ausgeprägten Materialismus und Geschäftssinns sehr wohlhabend. Trotz ihres Geizes (sie soll sich laut einer Quelle selbst gegenüber einem Dritten als des „Teuffels geitzger Pfaf“ bezeichnet haben) machte sie teils Schenkungen an religiöse Einrichtungen, sie verlieh aber auch beträchtliche Geldsummen gegen Zins. In Zons, wo Katharina auch ein Haus besaß, gerieten sie und der Nachfolger ihres Mannes Wilhelm Stroe, der mit ihrer Schwester Jakoba Juliana († nach 1662) verheiratet war, 1614 derart in Streit mit dem Amtmann Graf Wilhelm Salentin zu Salm-Reifferscheidt (1580–1634), dass sie das Kölner Domkapitel um Schutz gegen gewalttätige Angriffe seitens des Amtmanns bitten musste.

### Die Postmeisterei
Ihr Vater, der in Köln zunächst als Seidenfärber und Faktor der in Genua ansässigen Handelsgesellschaft Garibaldi tätig gewesen war, hatte 1578 die Postverwaltung in Köln übernommen. Obwohl Jacob Henot 1600 von Generalpostmeister Leonhard I. von Taxis die sehr einträgliche Postmeisterei bis an sein Lebensende vertraglich zugesichert worden war und seinem Sohn Hartger, wiewohl Priester, die Nachfolge garantiert wurde, wurde er 1603 von Kaiser Rudolf entlassen, der Lamoral von Taxis anstelle dessen Vaters zum Generalpostmeister ernannte. Jacob und Hartger Henot prozessierten jahrelang gegen diese Entscheidung. Erst 1623 erreichte Hartger Henot bei Kaiser Ferdinand II. die Wiedereinsetzung seines inzwischen etwa 80-jährigen Vaters, verbunden mit der Zusage, die lebenslange Lizenz vererben zu können. Lamorals Sohn Leonhard II. von Taxis versuchte zunächst erfolglos, dagegen vorzugehen. Nur zweieinhalb Jahre nach der Wiedereinsetzung starb Jacob Henot im November 1625. Seine Kinder ließen ihn heimlich beisetzen, um die Lizenz der Postmeisterei unangefochten behalten zu können. Der folgende Rechtsstreit, der bis vor den Reichshofrat ging, endete am 19. Oktober 1626 damit, dass die Henots die Postmeisterei endgültig verloren, wogegen sie eine Schadensersatzklage erhoben.

### Anklage und Hexenprozess
Im Frühjahr 1626 traten im Kölner Klarissenkloster Fälle von Besessenheit auf. Eine angeblich besessene Laienschwester beschuldigte die bis dahin fast als Heilige verehrte Konventualin Sophia Agnes von Langenberg der Hexerei. Bei Exorzismus gab eine der besessenen Laienschwestern an, Katharina Henot habe einen Teufelsbund geschlossen, durch den die Anfälle ausgelöst seien. Die Besessenen könnten nur geheilt werden, wenn Katharina Henot ihre Strafe erhielte. Dieses Gerücht verbreitete sich bald auch außerhalb des Klosters. Katharina Henot beschwerte sich im August 1626 in einer Verteidigungsschrift beim Generalvikar Johannes Gelenius und forderte von ihm die Unterdrückung der Gerüchte. Nachdem sie keinerlei Reaktion erhalten hatte, wandte sie sich am 25. Oktober, sechs Tage nach dem Verlust der Postlizenz, direkt an den Kölner Erzbischof Ferdinand von Bayern mit der Bitte, die Ursachen der Gerüchte von einer geistlichen Kommission untersuchen zu lassen. Der Erzbischof verwies den Fall jedoch an das Hohe Weltliche Gericht. Katharina Henots Anwalt Lorenz Mey sollte die „Expurgatoriales“ zusammenstellen, war jedoch um die Weihnachtsferien 1626/1627 herum noch zu sehr mit juristischen Kampf um die Postmeisterei beschäftigt, so dass sich die Sache hinzog.
Bereits im Oktober/November 1626 erklärte die bereits seit Mai 1626 inhaftierte Sophia Agnes von Langenberg unter der Folter, Katharina Henot habe mit ihr im Klarissenkloster Schadenzauber verübt. Am 8. Januar 1627 klagte Magdalena Raußrath, eine an „Besessenheit“ leidende ehemalige Magd Katharina Henots und Laienschwester des Klarissenklosters, Katharina Henot beim Kölner Stadtrat der Hexerei an. Daraufhin ließ der Rat unter dem Bürgermeister Johann Bolandt Katharina Henot am 9. Januar 1627 im Haus ihres Bruders, der Dechanei von St. Andreas, festnehmen. Ihr Gesuch auf Freilassung auf Kaution wurde abgelehnt, eine angemessene Verteidigung verwehrte man ihr. Erzbischof und Kurfürst Ferdinand von Bayern lehnte zwei Tage nach ihrer Verhaftung eine Bittschrift um Zulassung von Verteidigern ab und blieb bei dieser Haltung. Bereits am 18. Januar wurde sie dem Hohen Weltlichen Gericht übergeben. Rechtlicher und medizinischer Beistand wurden ihr entgegen den Bestimmungen der Constitutio Criminalis Carolina verweigert. Auch ihre Schwester und ihre Tochter wurden eingesperrt und verhört. Die Schwester Margarethe, die von der von Langenberg der Hexerei bezichtigt worden war, wurde auf die kurfürstliche Landesburg Lechenich gebracht, wo auch Sophia Agnes von Langenberg gefangengehalten worden war. Für ihr und Langenbergs Inquisitionsverfahren forderte der Kurfürst von dem Kloster später jeweils mehr als 1.000 Reichstaler.
Die Anklage gegen Katharina Henot umfasste vier Punkte: die Anklage durch Magdalena Raußrath, die erfolterten Aussagen der Sophia Agnes von Langenberg, die Bezichtigungen als Hexe durch verschiedene Klosterjungfrauen und schließlich der Umstand, dass Katharina Henot den Purgationsprozess nicht hatte eröffnen lassen. Trotz dreimaliger schwerer Folter gestand Katharina Henot nicht. Ihrem Bruder berichtete sie nach dem zweiten Folterverhör (15. März 1627) brieflich über dieses Verhör, das mehr als fünf Stunden gedauert hatte. Ihr war neben anderem Schadenzauber vorgeworfen worden, so z. B. den Tod eines Kindes und dreier Männer verursacht zu haben, darunter der Priesterkanoniker des Domkapitels Lucas Weyendall. Auch soll sie eine Fehlgeburt verursacht und mit mehreren Grafen eine sexuelle Beziehung geführt haben. Ferner habe sie bei der Propstei von St. Severin eine Raupenplage verursacht und einen Streit zwischen dem Chorherrenstift St. Andreas, dem ihr Bruder als Propst angehörte, und „dem Halffman zu Welffen“ (Pächter des Gutes „Walhoven“ bei Dormagen) angezettelt. Alle diese Anklagepunkte bezeichnete sie als Verleumdungen und nannte Namen von Menschen, die bezeugen könnten, dass ihre Angaben richtig seien. So sei der Pächter von Walhoven möglicherweise missgünstig, weil sie dem Stift „1500 Morgen Landts bey brächt“ hatte, was sich durch vorhandene Urkunden beweisen ließe. Nach damals geltendem Recht, der Constitutio Criminalis Carolina, mussten Beschuldigte freigelassen werden, wenn es selbst durch Folter unmöglich war, ein Geständnis zu erpressen. Das geschah nicht. Das Mandat zu ihren Gunsten, das ihr Bruder beim Reichskammergericht erwirkt hatte, wurde ebenso wenig berücksichtigt wie sämtliche Eingaben und Beschwerden ihrer Verwandten und Freunde.
Obwohl sie nach der gesetzlich erlaubten dreimaligen Folter nicht gestanden hatte, wurde sie als Hexe verurteilt. Am 19. Mai 1627 wurde sie auf der Richtstätte Melaten vor Köln vom Scharfrichter erwürgt und ihre Leiche anschließend auf dem Scheiterhaufen verbrannt. Noch auf dem Weg zur Hinrichtungsstätte beteuerte sie gegenüber dem Notar Johann Christoph Rosch im Beisein zweier Zeugen ihre Unschuld.
Auf das Verfahren gegen Katharina Henot folgten weitere Hexenprozesse. Von den 33 zwischen 1627 und 1630 Angeklagten endeten 24 auf dem Scheiterhaufen. Katharina Henots Schwester Margarethe wurde 1628 nach längerer Untersuchungshaft entlassen, die Tochter Anna Maria wurde nur zeitweilig im Januar 1627 zur Konfrontation mit Sophia Agnes von Langenberg in Lechenich inhaftiert. Katharinas Bruder Hartger Henot bezeichnete die Hinrichtung seiner Schwester als Justizmord. Er bemühte sich auch nach der Hinrichtung seiner Schwester weiter, ihre Unschuld nachzuweisen. Die Schadenersatzklage wegen des Verlusts der Postmeisterei verfolgte er nicht weiter.

## Deutung des Prozesses
Die Hinrichtung der Geschäftsfrau entbehrte jeder juristischen Grundlage. Verschiedenste Deutungen des Prozesses wurden vorgelegt. Thomas Becker resümiert: „Die Antwort dürfte nicht in den vielfach kolportierten Verschwörungstheorien eines Komplotts zwischen Rat, Erzbischof und den Fürsten von Taxis liegen, sondern – weniger geheimnisvoll, wenn auch nicht weniger tragisch – in den bekannten Geschehnissen selber liegen. […] So erscheint in der Gesamtschau der Kölner Hexereiverfolgung der Jahre 1626–1630 der Prozeß gegen Katharina Henot eingebettet zu sein in eine Kette von Verfahren im Klarissenkloster, die wiederum ihre Entsprechung in der aufkommenden Welle von Hexenprozessen in den umliegenden Ämtern des Kurfürstentums haben, wo seit dem Frühjahr 1626 die Scheiterhaufen brannten.“ Allerdings vermag diese Deutung das offenbar sehr zielgerichtete Vorgehen gegen Katharina Henot unter Missachtung vieler Rechtsvorschriften, die die Schöffen selbst bei Hexerei als „crimen laesae maiestatis“ bzw. „crimen exceptum“ (lat.: außergewöhnliches Verbrechen) zu beachten hatten, nicht zu erklären.
Neue Studien von Albrecht Burkardt zum Fall der Kölner Klarisse Sophia Agnes von Langenberg, die unter der Folter Katharina Henot der Hexerei beschuldigt hatte und selbst im Januar 1627 in Lechenich als Hexe erdrosselt wurde, und von Franz Josef Burghardt zu deren Vater Nikolaus von Langenberg unterstützen diese Ansicht Beckers, dass der Fall Henot im Kontext der konfessionell und ständepolitisch aufgeheizten regionalen Zeitgeschichte zu sehen ist. Für Gerd Schwerhoff, der die Hinrichtung von Katharina Henot als „einen klaren Fall von Justizmord“ beurteilt, bleibt „die oft geäußerte Vermutung einer Intrige gegen die Postmeisterin von Seiten der Konkurrenz derer von Thurn und Taxis […] Spekulation.“

## Rezeption und Ehrungen
Der Fall hat eine Reihe literarischer Gestaltungen gefunden, etwa von Wolfgang Lohmeyer. Kölner Studenten haben den Fall als Hörspiel inszeniert. 1988 beantragte der Kölner Frauengeschichtsverein die Umbenennung der Henot-Straße in Katharina-Henot-Straße. Henot ist seit demselben Jahr durch eine Arbeit der Bildhauerin Marianne Lüdicke, einer Nachfahrin von Katharina Henot, am Kölner Rathaus dargestellt. Außerdem wurde am 9. März 1992 die Gesamtschule Köln-Kalk/Höhenberg in Städtische Katharina-Henoth-Gesamtschule umbenannt.
Die Kölner Gruppe Bläck Fööss verfasste das Lied ihrer Geschichte mit dem Titel Katharina Henot im Kölner Dialekt.
Der Fernsehfilm Die Hexe von Köln aus dem Jahr 1989 (Regie Hagen Mueller-Stahl) behandelt das Leben Katharina Henots und ihres Bruders Hartger.
2023 veröffentlichte der Historiker Thomas Schwabach eine ausführliche Biographie von Katharina Henot unter besonderer Berücksichtigung ihrer Jahre in Zons (1604–1617), wo ihre jeweiligen Ehemänner die ertragreichen Ämter des Zöllners und des Kellners bekleideten. Darin wird unter Berücksichtigung vieler bis dahin unbekannter Quellen ein „deutlich negativeres Bild“ ihrer Persönlichkeit gezeichnet. Schwabach legt Belege vor, nach denen Henot eine rücksichtslose Geschäftsfrau war, die nicht vor Auseinandersetzungen – auch gewaltsamen –, Bestechung und Betrug zurückscheute und sich dadurch viele Feinde machte. Zudem deuten Quellen darauf hin, dass sie ihren ersten Ehemann Heinrich Neuden vergiftet haben könnte. Katharina Henot setzte „hart und zielstrebig“ eine massive Verschärfung der Pachtbedingungen für die Lehnsnehmer des Domkapitels in Zons durch, wodurch es zu Unruhen kam. Die Figur der Henot auf dem Rathausturm, die mangels seinerzeit vorliegender Quellen als eine „reine Phantasiedarstellung“ entstanden ist, vermittelt eine falsche Vorstellung, denn ihr Bruder Hartger beschrieb sie 1628 als „korpulente Matrone“. Als sie Zons 1617 verließ, „wird die eiskalte Geschäftsfrau noch lange negativ in Erinnerung geblieben sein“. Dass sie in Köln unter dem Eindruck ihres Schicksals „fast wie eine Stadtheilige verehrt“ werde, sei daher kritisch zu hinterfragen.

## Rehabilitation für Opfer der Kölner Hexenprozesse
Im November 2011 reichten Nachfahren von Katharina Henot und andere Personen beim Rat der Stadt Köln einen Antrag auf sozialethische Rehabilitation der Opfer der Kölner Hexenprozesse ein. Dieser Antrag wurde vom Ausschuss für Anregungen und Beschwerden am 13. Februar 2012 einstimmig befürwortet und an den Rat der Stadt mit der Empfehlung zur Beschlussfassung weitergegeben. unter großer Anteilnahme der Medien. Der Kölner Stadtrat beschloss am 28. Juni 2012 die Rehabilitierung Henots und 37 weiterer Frauen, die wie Henot zum Tode verurteilt worden waren.